# Monte Atabae
Der osttimoresische Berg Monte Atabae liegt an der Grenze zwischen den Sucos Rairobo und Atabae (Verwaltungsamt Atabae, Gemeinde Bobonaro), im Nordwesten des Landes. Er hat eine Höhe von 964 m. Damit ist er die höchste Erhebung im Verwaltungsamt Atabae.